# Emilio Amedeo De Tipaldo
Emilio Amedeo de Tipaldo (o semplicemente Tipaldo, propr. de Tipaldo Pretenderi; Corfù, 1798 – Mirano, 31 marzo 1878) è stato un letterato e giurista italiano.

## Biografia
Nacque a Corfù dal nobile Costantino e da Anna Coletti. La data precisa è disputata: Filippo Nani Mocenigo indica il settembre 1795, Antonio Angeloni Barbiani il settembre 1798, Constant von Wurzbach l'8 ottobre 1798 e Ignazio Cantù il 26 ottobre 1798. L'atto di morte riporta che spirò ad "anni settantanove, mesi otto e giorni ventiotto", fissandola il 3 luglio 1798
Attorno al 1810, in seguito a dei disordini scoppiati sull'isola, la famiglia si stabilì a Venezia. Deludendo le aspettative paterne, si orientò verso gli studi storici e letterari, attratto dall'antichità greca e latina. Dopo aver frequentato il liceo di Santa Giustina a Padova, si spostò al Santa Caterina di Venezia, per laurearsi infine in diritto all'università di Padova.
Dal 1825 al 1849 ebbe ininterrottamente la cattedra di storia, geografia e diritto marittimo dell'imperiale collegio della Marina veneta (tra i suoi studenti spiccano Emilio Bandiera, Domenico Moro, Lorenzo Graziani). Esperto di diritto marittimo, affiancò Silvestro Dandolo nella stesura del nuovo regolamento della Marina imperiale. Fu inoltre attivo presso la comunità greca residente a Venezia, ricoprendo le cariche di guardiano grande, sindaco, governatore, deputato e inviato a Vienna. Nel luglio 1848, con la proclamazione della Repubblica di San Marco, prese parte all'Assemblea provinciale in qualità di deputato.
Pubblicò numerose opere nel settore storico-letterario e giuridico, alcune originali, la maggior parte di traduzione e commento. L'opera più importante fu la Biografia degli Italiani illustri nelle scienze, lett. ed arti nel secolo XVIII e de' contemporanei compilata da letterati italiani di ogni provincia e pubblicata per cura del prof. Emilio de Tipaldo (in 10 volumi, Venezia 1834-1845), una raccolta di biografie, alcune di sua mano, la maggior parte affidate a letterati e studiosi tra i quali Francesco Ambrosoli, Luigi Carrer, Nicolò Tommaseo.
Collaborò anche con numerosi periodici, tra i quali Il Gondoliere di Venezia.
Negli ultimi anni si ritirò nella sua tenuta di Mirano, dove morì nel 1878.

## Opere
- Biografia degli Italiani illustri nelle scienze, lettere ed arti del secolo XVIII, e de' contemporanei Voll. I, II, III, IV, VI, VII, VIII, IX, X.
- Descrizione della deliziosa villa di Sala di proprietà del Sig. Demetrio Mircovich, su books.google.it.